# فرانشيسكو براتالي
فرانشيسكو براتالي (بالإيطالية: Francesco Pratali)‏ (17 يناير 1979 في إيطاليا - ) هو لاعب كرة قدم إيطالي في مركز الدفاع. لعب مع نادي إمبولي ونادي تورينو ونادي سيينا ونادي فياريجو وAS Lodigiani ‏ وAtletico Roma FC ‏ وAC Tuttocuoio 1957 San Miniato ‏.

## روابط خارجية
- فرانشيسكو براتالي على موقع قاعدة بيانات كرة القدم.إي يو (الإنجليزية)
- فرانشيسكو براتالي على موقع Soccerway.com (الإنجليزية)
- فرانشيسكو براتالي على موقع AS.com (الإسبانية)